# احتياطيات النفط في إيران

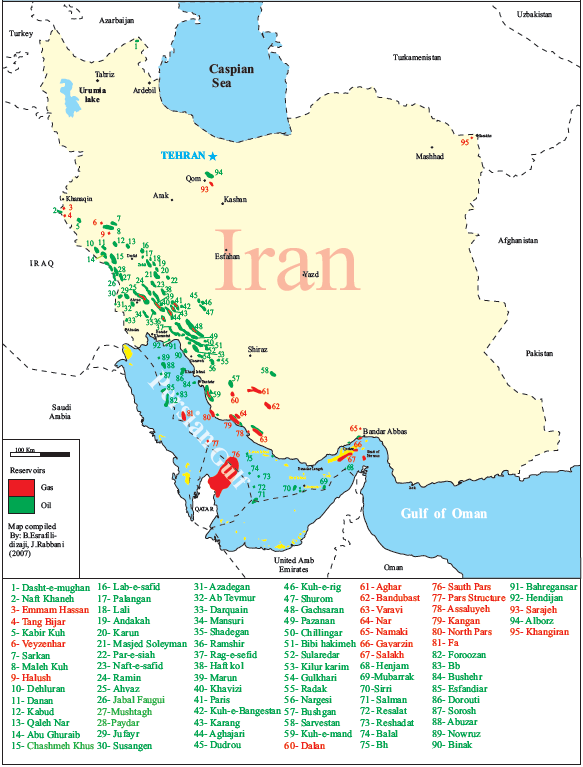
حقول النفط والغاز والبني التحتية الإيرانية

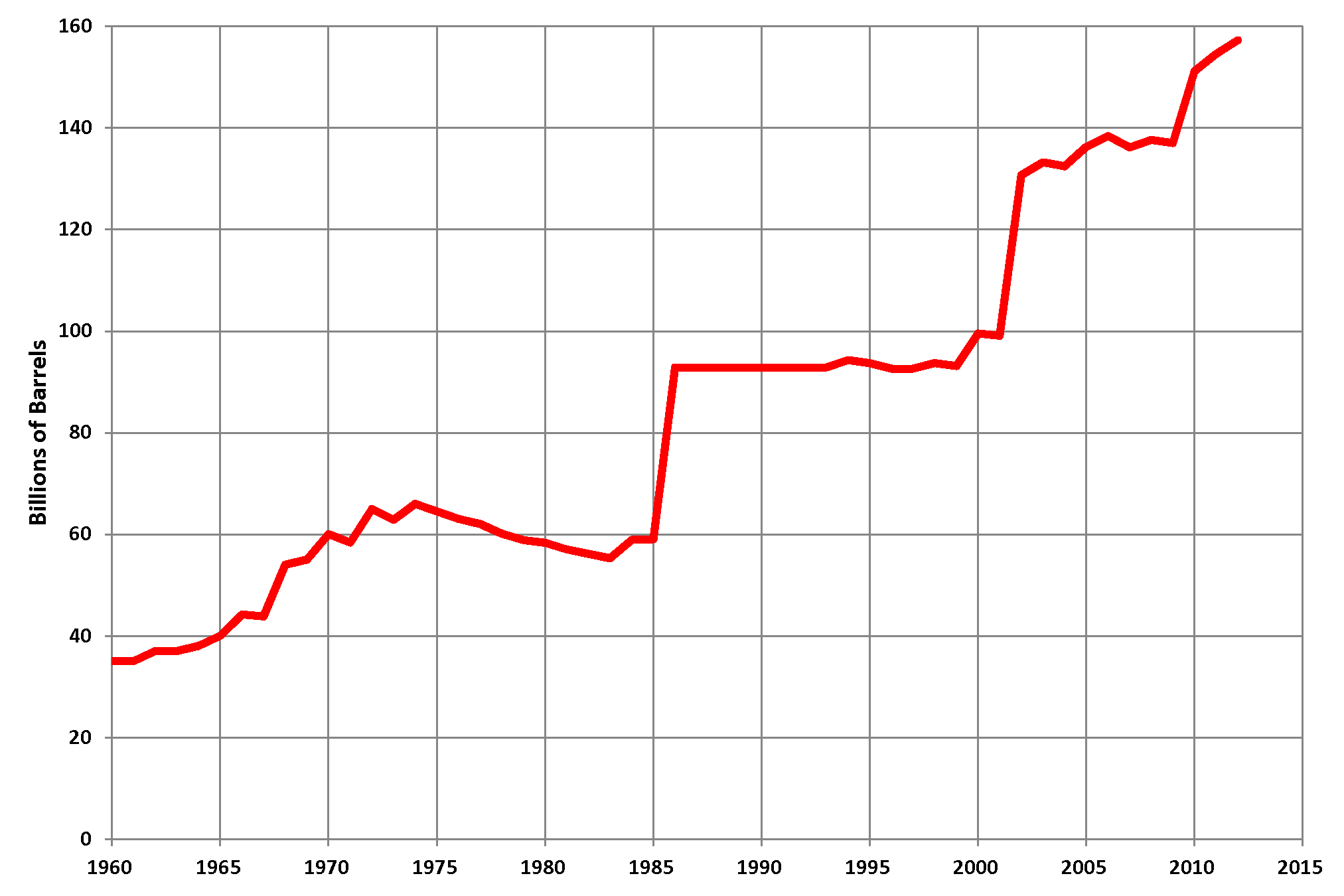
توفير احتياطيات نفطية في إيران

احتياطيات النفط المؤكدة في إيران بحسب حكومتها، تحتل المرتبة الرابعة عالميا في حوالي 150 مليار برميل (24 × 109 متر مكعب) اعتبارا من عام 2013، على الرغم من أنّها تحتل المركز الثالث إذا ما استبعدت الاحتياطيات الكندية من النفط غير التقليدي. هذا هو ما يقرب من 10٪ من إجمالي احتياطيات النفط ثبت في العالم. وفقا لمعدلات الإنتاج عام 2006، فإن احتياطيات النفط الإيرانية تستمر 98 عاما إذا لم يتم العثور على النفط الجديد.
ووفقا للشركة الوطنية الإيرانية للنفط، فإن احتياطيات إيران الهيدروكربونية السائلة القابلة للاسترداد في نهاية عام 2006 كانت 138,4 بليون برميل. وبصرف النظر عن هذه الاحتياطيات الكبيرة، منذ بداية صناعة النفط في إيران في عام 1908 حتى نهاية عام 2007، أنتجت إيران حوالي 61 مليار برميل من النفط.
إيران لديها أكثر من قرن من التاريخ في الاستكشاف والإنتاج؛ أول بئر استكشافي ناجح كان مسجد سليمان-1 في 26 مايو 1908 مـ. ومنذ ذلك الحين، واستنادا إلى أحدث تقارير النفط والغاز، تم اكتشاف 145 حقل هيدروكربوني و 297 خزانا للنفط والغاز في إيران، مع وجود العديد من الحقول ذات مناطق دفع متعددة. وتوجد مجموعه 102 حقل نفط، والباقي 43 حقل غاز، وهناك 205 خزانات نفطية و 92 خزانا للغاز الطبيعي. وفقا لورقة توازن الطاقة الإيرانية (2009، باللغة الفارسية)، 78 من هذه الحقول نشطة حاليا، مع 62 البرية و 16 البحرية، وترك 67 حقول غير نشطة في الوقت الحاضر. ويوجد نحو 23 حقل هيدروكربوني في المناطق الحدودية ويتقاسم بين إيران والدول المجاورة، بما في ذلك الكويت والعراق وقطر والبحرين والإمارات العربية المتحدة والمملكة العربية السعودية وتركمانستان.
وبلغ الإنتاج الإيراني ذروته في عام 1974 بنحو 6 ملايين برميل يوميا (950 × 103 متر مكعب في اليوم). لكنها لم تتمكن من تحقيق هذا المعدل منذ الثورة الإيرانية عام 1979 بسبب مزيج من الاضطرابات السياسية والحرب مع العراق، والاستثمار المحدود، والعقوبات الأمريكية، وارتفاع معدل الانخفاض الطبيعي.

## أكبر حقول النفط
أكبر خمسة حقول نفطية في إيران
| مرتبة | اسم الحقل   | انعقاد           | النفط الأولي في مكان (مليار برميل) | الاحتياطيات الأولية القابلة للاسترداد (مليار برميل) | إنتاج ألف برميل يوميا |
| ----- | ----------- | ---------------- | ---------------------------------- | --------------------------------------------------- | --------------------- |
| 1     | حقل الأهواز | آسماري و بنغستان | 65.5                               | 25.5                                                | 945                   |
| 2     | حقل مارون   | آسماري           | 46.7                               | 21.9                                                | 520                   |
| 3     | حقل آغاجري  | آسماري و بنغستان | 30.2                               | 17.4                                                | 200                   |
| 4     | حقل كجساران | آسماري و بنغستان | 52.9                               | 16.2                                                | 560                   |
| 5     | حقل كرنج    | آسماري و بنغستان | 11.2                               | 5.7                                                 | 200                   |

| اسم الحقل                  | ألف برميل يوميا | ألف متر مكعب يوميا |
| (البرية)                   | (البرية)        | (البرية)           |
| -------------------------- | --------------- | ------------------ |
| حقل الأحواز (تشكيل آسماري) | 700             | 110                |
| حقل كجساران                | 560             | 89                 |
| حقل مارون                  | 520             | 83                 |
| بنغستان                    | 245             | 39.0               |
| حقل آغاجري                 | 200             | 32                 |
| حقل كارانج-بارسي           | 200             | 32                 |
| حقل كج سفيد                | 180             | 29                 |
| حقل بي بي حكيمة            | 130             | 21                 |
| حقل دارخوين                | 100             | 16                 |
| حقل بازنان                 | 70              | 11                 |
| (البحرية)                  |                 |                    |
| حقل دورود                  | 130             | 21                 |
| حقل سلمان                  | 130             | 21                 |
| حقل أبوذر                  | 125             | 19.9               |
| حقل سيري                   | 95              | 15.1               |
| حقل غاز سروش               | 60              | 9.5                |

## إضافات إلى الاحتياطيات
وتشير التقديرات إلى أن احتياطيات النفط الإيرانية في مطلع عام 2001 تبلغ نحو 99 بليون برميل؛ ولكن في عام 2002 أظهرت نتائج دراسة الشركة الوطنية الإيرانية للنفط ترقية احتياطيات ضخمة تضيف نحو 31,7 مليار برميل من الاحتياطيات القابلة للاسترداد إلى احتياطيات النفط الإيرانية.
وجاءت مراجعة احتياطي شركة النفط الوطنية الإيرانية لعام 2002 من المصادر التالية:
- مراجعة حجم النفط في الموقع الذي أضاف 14,3 مليار برميل من النفط إلى النفط الإيراني في احتياطيات المكان.
- مراجعة عوامل الانتعاش في الحقل والتي زادت متوسط معامل الانتعاش في حقول النفط المنقحة من 29٪ إلى 36٪.
- احتياطيات الغاز البترول المسال (C3 و C4) من حقل غاز بارس الجنوبي حوالي 3,2 مليار برميل قابل للاسترداد.
- اكتشافات جديدة حول 700 مليون برميل قابل للاسترداد.

وبالإضافة إلى الحتياطيات الكبيرة، لا تزال إيران لديها إمكانات هائلة لاكتشافات جديدة هامة للغاز: مناطق مثل بحر قزوين، شمال شرق، الكوير المركزي، وخاصة المناطق التي تبدأ من حقول غاز آغار ودالان في محافظة فارس حتى مضيق هرمز والخليج الفارسي الوسطى لديها كمية كبيرة من موارد الغاز غير المكتشفة. ووفقا لمديرية استكشاف شركة النفط الوطنية الإيرانية، هناك نحو 150 قبوة غير مستكشفة في إيران.
ومنذ عام 1995، قامت الشركة الوطنية الإيرانية للنفط باكتشاف كميات كبيرة من النفط والغاز، تبلغ مساحتها حوالي 84 مليار برميل (1.34 × 1010 م 3) من النفط، وعلى الأقل 191 × 1012 قدم مكعب (5.400 كيلومتر مكعب) من الغاز في مكان، والتي هي مدرجة أدناه.
وفي زاغروس وأحواض الخليج الفارسي الصخور المسامية الكريتاسية العالية والكربونية الثلاثية تشكّل خزانات النفط الهامة جدا، في حين أن كربونات بيرمو-ترياسيك، وخاصة تشكيلات دالان وكنجان، هي الخزانات الرئيسية للغاز والمكثفات. وتفيد التقارير أنه تم اكتشاف 38 حوضا للغاز / المكثفات في تشكيلات دالان وكانغان في هذه الأحواض وحدها. تشكيل سارفاك منتصف-الطباشيري هام لحجم النفط القابل للاسترداد الذي يحمله، في حين أن تشكيل أولي-ميوسين آسماري هو أفضل منتج حالي.
| اسم الحقل                 | النفط في مكان | النفط القابل للاسترداد | اكتشاف السنة |
| ------------------------- | ------------- | ---------------------- | ------------ |
|                           | مليار برميل   | مليار برميل            |              |
| حقل آزادكان               | 33.2          | 5.2                    |              |
| يادآواران (كوشك + حسينية) | 17            | 3                      |              |
| Ramin                     | 7.398         | 1.11                   | 2007         |
| طبقة النفط لبارس جنوبي    | 6             | NA                     |              |
| بند كرخه                  | 4.5           | NA                     | 2007         |
| منصور آباد                | 4.45          | NA                     | 2007         |
| جنغله                     | 2.7           | NA                     |              |
| آذر                       | 2.07          | NA                     | 2007         |
| برنج                      | 1.6           | NA                     | 2007         |
| أنديمشك (بالارود)         | 1.1           | 0.233                  | 2007         |
| بينالود                   | 0.776         | 0.099                  | 2008         |
| طبقة المنصوري خامي        | 0.760         | NA                     |              |
| طبقة جوفير-فاهليان        | 0.750         | NA                     | 2008         |
| عسلوية                    | 0.525         | NA                     | 2008         |
| أروند                     | 0.500         | NA                     | 2008         |
| سومار                     | 0.475         | 0.070                  | 2010         |
| توسن                      | 0.470         | NA                     | 2006         |
| آرش                       | 0.168         | NA                     |              |
| مجموع                     | 84.442        | NA                     |              |